# ライアン・ラドウィック
ライアン・アンドリュー・ラドウィック（Ryan Andrew Ludwick, 1978年7月13日 - ）は、アメリカ合衆国フロリダ州サテライト・ビーチ出身の元プロ野球選手（外野手）。
兄は日本プロ野球広島東洋カープに在籍経験のあるエリック・ラドウィック。非常に珍しい左投右打の選手である。

## 経歴

### プロ入り前
フロリダ州出身だが、後にネバダ州へと移住し、ラスベガスのデュランゴ高校に在籍。ネバダ大学ラスベガス校に進学し、3シーズン野球をプレーする。
大学時代の1997年には打率.354、16本塁打、68打点という成績を残し、全米大学生選抜に選ばれる。
1999年には打率.381、13本塁打、69打点という好成績を収め、Western Athletic Conference（NCAAのディビジョン1-Aに属するカンファレンス）の代表にも選ばれた。大学時代の通算打率は.363。

### プロ入りとマイナー時代
1999年6月2日、ドラフト2巡目（全体60位）でオークランド・アスレチックスから指名を受け、7月17日に契約を結んだ。マイナーリーグでのキャリアは、+A級のモデスト・アスレチックスでスタートさせた。この年は43試合に出場し、打率.275、4本塁打、34打点、2盗塁、OPS.793という成績を残した。守備では、40試合で外野守備に就いて無失策、守備率1.000という数値を記録し、安定感を発揮した。
2000年は引き続きモデストに所属。中堅手のレギュラーに定着して129試合に出場し、打率.264、29本塁打、102打点、10盗塁という好成績を残した。本塁打と打点は同年のチーム最多であり、主砲として打線をけん引した。前年に無失策と安定していた外野守備では、118試合でセンターを守って5失策・守備率.983と、やや精彩を欠いた。
2001年にはAA級のミッドランド・ロックハウンズに昇格。ミッドランドでは119試合に出場し、打率.269、25本塁打、96打点という成績を記録。その後、AAA級のサクラメント・リバーキャッツに昇格して17試合に出場したが、ここでは打率.228、1本塁打、7打点とやや不振だった。だが、2チームトータルでは打率.264、26本塁打、103打点という打撃成績を記録し、マイナーながら2年連続で25本塁打・100打点をクリアした。このように、バッティング面ではスラッガーとして大成したが、走塁面では盗塁を21回試みて10回失敗し、今一つの内容だった。走塁と同様に守備面の数字も芳しくなく、2チームで7失策、守備率.978という成績で、いずれもデビューから2年連続で悪化した。
2002年1月14日、アスレチックスがカルロス・ペーニャとマイク・ベナフロを獲得するトレードの交換要員の1人として、ジェイソン・ハート、ジェラルド・レアード、マリオ・ラモスの3選手と共にテキサス・レンジャーズに放出された。同年は、レンジャーズ傘下・AAA級のオクラホマ・レッドホークスで78試合に出場し、打率.285、15本塁打、52打点、OPS.918という好成績を残した。

### レンジャース時代
2002年1月14日にカルロス・ペーニャ、マイク・ベナフロとのトレードで、他の3選手と共にテキサス・レンジャーズへとトレードされる。
2002年はAAA級オクラホマ・レッドホークスでも好調を維持し、6月5日のアナハイム・エンゼルス戦でメジャーデビュー。メジャー1年目のシーズンは臀部の負傷にも見舞われ、目立った成績を残すことなくシーズンを終える。

### インディアンス時代
2003年7月18日にシェーン・スペンサーらとのトレードでクリーブランド・インディアンスに移籍。2003年は47試合の出場で7本塁打を放ったものの、メジャーに定着することは出来なかった。
2004年には右ひざの手術を受けた影響によりメジャーとマイナーの往復が続き、2005年オフにインディアンスから自由契約となる。

### タイガース傘下時代
2006年はデトロイト・タイガースとマイナー契約を結び、タイガース傘下のAAA級トレド・マッドヘンズでプレー。トレドでは28本塁打、80打点をマークするも、当時のタイガース外野陣にはラドウィックよりも年齢の若い外野手が多かったこともあり、遂にメジャーに昇格することはなかった。

### カージナルス時代
2007年はセントルイス・カージナルスとマイナー契約を結ぶ。カージナルス移籍はラドウィックにとって大きな転機となる。2007年シーズンは、当初カージナルス傘下のAAA級メンフィス・レッドバーズでプレー。メンフィスで高打率を維持し、5月6日にプレストン・ウィルソンのDL入りによって2年振りにメジャー昇格。代打の切り札として存在感を見せつけ、、自己最多となる120試合に出場し、初の2桁本塁打となる14本塁打を放った。
2008年は開幕からロースター入りを果たし、トニー・ラルーサに「彼は我々にとって貴重な戦力。4番を任せることもあれば、代打の切り札にもなる」と認められた。初のオールスター出場も果たし、故障を抱えながらも152試合に出場して37本塁打、113打点を記録し、シルバースラッガー賞を受賞。主砲のアルバート・プホルスにかかる負担を軽減させた。

### パドレス時代
2010年7月31日、サンディエゴ・パドレスにインディアンス、カージナルスが絡む三角トレードで移籍した。

### パイレーツ時代
2011年7月31日、ピッツバーグ・パイレーツへトレードで移籍した。オフにFAとなった。

### レッズ時代
2012年1月16日にシンシナティ・レッズと1年契約を結んだ。
この年は、ジョーイ・ボットの後の4番を任された。オフにFAとなったが、12月10日に2年契約で残留した。
2013年は、スプリングトレーニングで右肩を負傷し60日間のDL入りした。これにより、前半戦を全休した。8月12日に復帰し、最終的にこの年は、38試合に出場した。
2014年オフにFAとなった。

### レッズ退団後
2015年2月4日にレンジャーズとマイナー契約を結んだ。3月29日に解雇となる。

## 選手としての特徴
打席では積極性と忍耐力を兼ね備え、初球打ちが多い一方で、球を見極め四球を選択する。2008年には37本塁打を記録して一気にブレークし、ナ・リーグを代表する外野手の座に駆け上がった。非常に珍しい左投右打の選手であり、2008年にはそれまでリッキー・ヘンダーソンが保持していた左投右打の打者のシーズン最多本塁打記録（28本）を更新。
守備位置は主に右翼であるが、左翼もこなす。

## 詳細情報

### 年度別打撃成績
| 年 度     | 球 団     | 試 合 | 打 席 | 打 数 | 得 点 | 安 打 | 二 塁 打 | 三 塁 打 | 本 塁 打 | 塁 打 | 打 点 | 盗 塁 | 盗 塁 死 | 犠 打 | 犠 飛 | 四 球 | 敬 遠 | 死 球 | 三 振 | 併 殺 打 | 打 率 | 出 塁 率 | 長 打 率 | O P S |
| --------- | --------- | ----- | ----- | ----- | ----- | ----- | -------- | -------- | -------- | ----- | ----- | ----- | -------- | ----- | ----- | ----- | ----- | ----- | ----- | -------- | ----- | -------- | -------- | ----- |
| 2002      | TEX       | 23    | 88    | 81    | 10    | 19    | 6        | 0        | 1        | 28    | 9     | 2     | 1        | 0     | 0     | 7     | 0     | 0     | 24    | 4        | .235  | .295     | .346     | .641  |
| 2003      | TEX       | 8     | 30    | 26    | 3     | 4     | 1        | 0        | 0        | 5     | 0     | 0     | 0        | 0     | 0     | 4     | 0     | 0     | 9     | 0        | .154  | .267     | .192     | .459  |
| 2003      | CLE       | 39    | 145   | 136   | 14    | 36    | 7        | 1        | 7        | 66    | 26    | 2     | 0        | 1     | 0     | 8     | 1     | 0     | 39    | 1        | .265  | .306     | .485     | .791  |
| '03計     | CLE       | 47    | 175   | 162   | 17    | 40    | 8        | 1        | 7        | 71    | 26    | 2     | 0        | 1     | 0     | 12    | 1     | 0     | 48    | 1        | .247  | .299     | .438     | .737  |
| 2004      | CLE       | 15    | 54    | 50    | 3     | 11    | 2        | 0        | 2        | 19    | 4     | 0     | 0        | 0     | 0     | 2     | 0     | 2     | 14    | 0        | .220  | .278     | .380     | .658  |
| 2005      | CLE       | 19    | 48    | 41    | 8     | 9     | 0        | 0        | 4        | 21    | 5     | 0     | 1        | 0     | 0     | 7     | 0     | 0     | 13    | 1        | .220  | .333     | .512     | .846  |
| 2007      | STL       | 120   | 339   | 303   | 42    | 81    | 22       | 0        | 14       | 145   | 52    | 4     | 4        | 3     | 0     | 26    | 1     | 7     | 72    | 1        | .267  | .339     | .479     | .818  |
| 2008      | STL       | 152   | 654   | 538   | 104   | 161   | 40       | 3        | 37       | 318   | 113   | 4     | 4        | 1     | 8     | 62    | 3     | 8     | 146   | 8        | .299  | .375     | .591     | .966  |
| 2009      | STL       | 139   | 539   | 486   | 63    | 129   | 20       | 1        | 22       | 217   | 97    | 4     | 2        | 1     | 4     | 41    | 3     | 7     | 106   | 5        | .265  | .329     | .447     | .775  |
| 2010      | STL       | 77    | 312   | 281   | 44    | 79    | 20       | 2        | 11       | 136   | 43    | 0     | 3        | 0     | 3     | 24    | 0     | 4     | 64    | 4        | .281  | .343     | .484     | .827  |
| 2010      | SD        | 59    | 239   | 209   | 19    | 44    | 7        | 0        | 6        | 69    | 26    | 0     | 1        | 0     | 2     | 24    | 0     | 4     | 57    | 9        | .211  | .301     | .330     | .631  |
| '10計     | SD        | 136   | 551   | 490   | 63    | 123   | 27       | 2        | 17       | 205   | 69    | 0     | 4        | 0     | 5     | 48    | 0     | 8     | 121   | 13       | .251  | .325     | .418     | .743  |
| 2011      | SD        | 101   | 420   | 378   | 42    | 90    | 18       | 0        | 11       | 141   | 64    | 1     | 1        | 1     | 5     | 32    | 1     | 4     | 87    | 8        | .238  | .301     | .373     | .674  |
| 2011      | PIT       | 38    | 133   | 112   | 14    | 26    | 5        | 0        | 2        | 37    | 11    | 0     | 0        | 1     | 1     | 19    | 3     | 0     | 37    | 1        | .232  | .341     | .330     | .671  |
| '11計     | PIT       | 139   | 553   | 490   | 56    | 116   | 23       | 0        | 13       | 178   | 75    | 1     | 1        | 2     | 6     | 51    | 4     | 4     | 124   | 9        | .237  | .310     | .363     | .674  |
| 2012      | CIN       | 125   | 472   | 422   | 53    | 116   | 28       | 1        | 26       | 224   | 80    | 0     | 1        | 1     | 2     | 42    | 3     | 5     | 97    | 9        | .275  | .346     | .531     | .877  |
| 2013      | CIN       | 38    | 140   | 129   | 7     | 31    | 5        | 0        | 2        | 42    | 12    | 0     | 0        | 0     | 1     | 10    | 0     | 0     | 10    | 7        | .240  | .293     | .326     | .618  |
| 2014      | CIN       | 112   | 400   | 357   | 28    | 87    | 20       | 0        | 9        | 134   | 45    | 0     | 2        | 1     | 4     | 31    | 1     | 4     | 94    | 6        | .244  | .308     | .375     | .683  |
| MLB：12年 | MLB：12年 | 1065  | 3986  | 3549  | 454   | 923   | 201      | 8        | 154      | 1602  | 587   | 17    | 20       | 10    | 30    | 339   | 16    | 45    | 888   | 64       | .260  | .330     | .451     | .781  |

### 年度別守備成績
| 年 度 | 球 団 | 左翼（LF） | 左翼（LF） | 左翼（LF） | 左翼（LF） | 左翼（LF） | 左翼（LF） | 中堅（CF） | 中堅（CF） | 中堅（CF） | 中堅（CF） | 中堅（CF） | 中堅（CF） | 右翼（RF） | 右翼（RF） | 右翼（RF） | 右翼（RF） | 右翼（RF） | 右翼（RF） |
| 年 度 | 球 団 | 試 合      | 刺 殺      | 補 殺      | 失 策      | 併 殺      | 守 備 率   | 試 合      | 刺 殺      | 補 殺      | 失 策      | 併 殺      | 守 備 率   | 試 合      | 刺 殺      | 補 殺      | 失 策      | 併 殺      | 守 備 率   |
| ----- | ----- | ---------- | ---------- | ---------- | ---------- | ---------- | ---------- | ---------- | ---------- | ---------- | ---------- | ---------- | ---------- | ---------- | ---------- | ---------- | ---------- | ---------- | ---------- |

### 表彰
- シルバースラッガー賞（外野手部門）：1回（2008年）

### 記録
- MLBオールスターゲーム選出：1回（2008年）

### 背番号
- 15（2002年 - 2003年途中）
- 38（2003年途中 - 2005年、2007年）
- 47（2008年 - 2011年途中）
- 36（2011年途中 - 同年終了）
- 48（2012年 - 2014年）